# Эврар, Жанна
Жанна Эврар (фр. Jane Évrard, настоящее имя Жанна Шевалье, фр. Jeanne Chevallier; 1893—1984) — французская скрипачка и дирижёр, считающаяся первой женщиной-дирижёром в истории.
Окончила Парижскую консерваторию, где познакомилась со скрипачом Гастоном Пуле; в 1912 году они поженились и стали выступать вместе — в частности, в оркестрах под руководством Луи Хассельманса, Жоржа Рабани, Пьера Монтё, а также в основанном Пуле квартете Пуле. В конце 1920-х годов Пуле и Эврар расстались, и Эврар приступила к собственной дирижёрской карьере: в 1930 году она создала в Париже Парижский женский оркестр, которым руководила не один десяток лет. Этому оркестру доверяли первое исполнение своих произведений ведущие композиторы середины XX века (Морис Равель, Артюр Онеггер, Хоакин Родриго), многие из этих произведений — например, «Симфониетта» Альбера Русселя (1934) — были написаны специально для женского струнного оркестра и посвящены Эврар.
В 2002 году именем Эврар в Париже названа новая площадь 16-го округа (place Jane-Evrard).
Похоронена на кладбище в Иври-сюр-Сен.